# Cross Hills
Cross Hills – wieś w Anglii, w hrabstwie North Yorkshire, w dystrykcie (unitary authority) North Yorkshire. Leży 60 km na zachód od miasta York i 294 km na północny zachód od Londynu.